# Intihuarellidae
Intihuarellidae zijn een uitgestorven familie van tweekleppigen uit de orde Actinodontida.